# Erica Bougard
Erica Bougard (Memphis, Tennessee; 26 de julio de 1993) es una atleta estadounidense que compite en pruebas combinadas.

## Carrera deportiva
Natural de Memphis (Tennessee), creció en Byhalia (Misisipi). Su primer deporte fue el baloncesto. Más adelante se implicó en el atletismo en Byhalia High School, donde estudiaba. Ganó el título estatal de salto de longitud de pista y campo al aire libre de la Asociación de Actividades de la Escuela Secundaria de Misisipi en 2011. Ese mismo año ostentó el récord de salto de longitud del estado de Misisipi. 
Acudió a la Universidad Estatal de Misisipi con una beca de deportista. En el plano personal, es abiertamente lesbiana.
Ganó el heptatlón en el Campeonato Juvenil de los Estados Unidos de 2012, consiguiendo 5547 puntos; siguió a Kendell Williams en seis eventos, pero la superó en los 800 metros. Hizo su debut internacional en el Campeonato Mundial Junior de Atletismo de 2012 en Barcelona (España), quedando decimotercera. En el heptatlón, Bougard fue fuerte en los cinco eventos de carrera y salto, pero redujo considerablemente sus opciones en los lanzamientos de peso y jabalina.
En su segundo año, Bougard ganó el pentatlón en los campeonatos de pista cubierta de la NCAA de 2013, anotando un récord escolar de 4399 puntos. En el encuentro al aire libre de la NCAA quedó cuarta en el heptatlón (con una mejor marca personal de 5976 puntos) y decimosexta en el salto de longitud. Dos semanas después, mejoró a 5990 puntos en los Campeonatos de Pista y Campo al Aire Libre de los Estados Unidos, quedando tercera y clasificándose para el Campeonato Mundial de Atletismo. Bougard anotó 5829 puntos en el Campeonato, quedando en el vigésimo cuarto puesto en el global.
En los campeonatos de pista cubierta de la NCAA de 2014, Bougard fue segunda después de Williams con 4586 puntos; tanto Williams como Bougard rompieron el récord colegiado anterior de 4569 puntos por Makeba Alcide. En exterior, Bougard vistió la camiseta roja de la temporada universitaria pero rompió el techo de 6000 puntos por primera vez en los campeonatos de Estados Unidos, repitiendo su tercer lugar del año anterior con 6118 puntos.
En 2015, Bougard volvió a colocarse segundo detrás de Williams en el encuentro de pista cubierta de la NCAA, esta vez con 4566 puntos; al aire libre, anotó un récord personal de 6250 puntos en los campeonatos de la SEC y entró en los campeonatos al aire libre de la NCAA como líder universitaria, pero solo se ubicó en el cuarto lugar cuando ganó Akela Jones. En los campeonatos USATF 2015, Bougard quedó tercera, por tercer año consecutivo, mejorando su mejor nivel a 6288 puntos y clasificándose para el Campeonato Mundial de Atletismo de Pekín. Logró un séptimo puesto en los 100 metros vallas y un duodécimo lugar en el salto de altura. Quedó como "farolillo rojo" en el lanzamiento de peso, cuya prueba comenzó a lastrar y a hacerle perder posiciones, hasta verse obligada a retirarse en la prueba de 800 metros lisos, siendo incapaz de concluir las siete partes de la competición y quedando descalificada.
En la temporada de 2017 compitió en el Campeonato Mundial de Atletismo que tuvo lugar en Londres, quedando decimoctava en el heptatlón, tras sumar en el cómputo de las pruebas 6036 puntos. Al año siguiente regresaría al Reino Unido, en concreto a Birmingham para participar en el nuevo Campeonato Mundial de Atletismo en Pista Cubierta, donde mejoraría resultados y alcanzaría la quinta posición del pentatlón, con 4571 puntos.
Para 2019, en el Campeonato Mundial de Atletismo lograría ser cuarta, con 6470 puntos del heptatlón, a apenas 90 puntos del bronce, que fue para la austriaca Verena Preiner.
En 2021, después de quedar postergados los Juegos Olímpicos de Tokio a consecuencia de la pandemia por el coronavirus, Bougard viajó hasta Japón con la representación estadounidense para participar en las pruebas combinadas del heptatlón, quedando en noveno lugar en la clasificación final, tras sumar 6379 puntos.

## Resultados por competición

### Por temporada
| Representando a Estados Unidos | Representando a Estados Unidos                    | Representando a Estados Unidos | Representando a Estados Unidos | Representando a Estados Unidos | Representando a Estados Unidos |
| ------------------------------ | ------------------------------------------------- | ------------------------------ | ------------------------------ | ------------------------------ | ------------------------------ |
| Año                            | Competición                                       | Lugar                          | Puesto                         | Modalidad                      | Marca                          |
| 2012                           | Campeonato Mundial Junior de Atletismo            | Barcelona                      | 13.ª                           | Heptatlón                      | 5410 pts.                      |
| 2013                           | Campeonato Mundial de Atletismo                   | Moscú                          | 24.ª                           | Heptatlón                      | 5829 pts.                      |
| 2015                           | Campeonato Mundial de Atletismo                   | Pekín                          | -                              | Heptatlón                      | DNF                            |
| 2017                           | Campeonato Mundial de Atletismo                   | Londres                        | 18.ª                           | Heptatlón                      | 6036 pts.                      |
| 2018                           | Campeonato Mundial de Atletismo en Pista Cubierta | Birmingham                     | 5.ª                            | Pentatlón                      | 4571 pts.                      |
| 2019                           | Campeonato Mundial de Atletismo                   | Doha                           | 4.ª                            | Heptatlón                      | 6470 pts.                      |
| 2021                           | Juegos Olímpicos                                  | Tokio                          | 9.ª                            | Heptatlón                      | 6379 pts.                      |

### Mejores marcas
| Disciplina                        | Marca        | Lugar         | Fecha                 |
| --------------------------------- | ------------ | ------------- | --------------------- |
| 60 metros lisos (pista cubierta)  | 7,64 s.      | Albuquerque   | 25 de enero de 2020   |
| 100 metros lisos (exterior)       | 11,74 s.     | La Jolla      | 14 de abril de 2018   |
| 200 metros lisos (exterior)       | 23,28 s.     | Götzis        | 27 de mayo de 2017    |
| 400 metros lisos (exterior)       | 54,09 s.     | Nueva Orleans | 6 de agosto de 2011   |
| 400 metros lisos (pista cubierta) | 55,12 s.     | Albuquerque   | 4 de febrero de 2017  |
| 800 metros lisos (exterior)       | 2:08,24 min. | Götzis        | 26 de mayo de 2019    |
| 800 metros lisos (pista cubierta) | 2:10,80 min. | Fayetteville  | 9 de marzo de 2013    |
| 60 metros vallas (pista cubierta) | 7,98 s.      | Albuquerque   | 16 de febrero de 2018 |
| 100 metros vallas (exterior)      | 12,78 s.     | Des Moines    | 27 de julio de 2019   |
| Salto de altura                   | 1,92 m.      | Sacramento    | 24 de junio de 2017   |
| Salto de longitud                 | 6,62 m.      | Götzis        | 27 de mayo de 2018    |
| Lanzamiento de peso               | 13,02 m.     | Götzis        | 26 de mayo de 2018    |
| Lanzamiento de jabalina           | 46,75 m.     | Eugene        | 27 de junio de 2021   |
| Pentatlón                         | 4760 pts.    | Albuquerque   | 16 de febrero de 2018 |
| Heptatlón                         | 6725 pts.    | Götzis        | 27 de mayo de 2018    |